# Carlos de Grunenbergh
Carlos de Grunenbergh, znany też jako Carlo Grunenberg (zm. 1696) – flamandzki architekt i inżynier wojskowy aktywny w późnych latach XVII wieku. Zaprojektował głównie fortyfikacje na Sycylii oraz Malcie. Był członkiem Zakonu Maltańskiego.

## Kariera
W połowie XVII wieku Grunenbergh pracował wraz ze swym bratem Ferdynandem w Hiszpanii. W końcu został zatrudniony jako inżynier wojskowy przez wicekróla Sycylii, dla którego w ostatnich kilku dekadach wieku zaprojektował i zmodyfikował różne fortyfikacje, w tym mury obronne Augusty, Mesyny i Katanii.
W 1681 Grunenbergh został zaproszony przez wielkiego mistrza Zakonu św. Jana Gregorio Carafę na Maltę. Wykonał kilka ulepszeń i modyfikacji 
fortyfikacji wyspy. Ulepszenia polegały na zbudowaniu dodatkowych baterii w fortyfikacjach Valletty oraz Senglei, a także budowę Carafa Enceinte wokół fortu Saint Elmo.
Grunenbergh powtórnie przybył na Maltę w 1687, wtedy to zaprojektował i sfinansował budowę baterii i innych większych prac modernizacyjnych fortu Saint Angelo. Dla uhonorowania tego wkładu został mianowany Rycerzem Dewocji Zakonu św. Jana. Jego herb oraz pamiątkowa inskrypcja zostały również umieszczone nad główną bramą fortu.
Grunenbergh kierował odbudowywaniem różnych fortyfikacji na Sycylii po niszczycielskim trzęsieniu ziemi w 1693, w tym murów Augusty i Syrakuz. Zajmował się również rekonstrukcją zabudowy miejskiej Katanii. Grunenbergh zmarł w 1696.
Znany jest jedynie jeden portret Grunenbergha. Jego wykonanie jest czasem przypisywane Mattia Pretiemu. Dzieło jest dzisiaj w rękach prywatnych.

## Prace
- Fortyfikacje Augusty na Sycylii (1671-1690.)
- Wieża Ligny w Trapani na Sycylii (1671)
- Fortyfikacje Syrakuz na Sycylii (od 1673)
- Real Cittadella(inne języki) w Messynie na Sycylii (1680-1686)
- Carafa Enceinte w forcie Saint Elmo w Valletcie na Malcie (od 1687)
- Baterie w fortyfikacjach Valletty oraz Senglei na Malcie (1680.)
- Baterie i inne poważne ulepszenia w forcie Saint Angelo w Birgu na Malcie (1689-1691)